# Runenstein von Eds
Der Runenstein von Eds (U 104, auch Oxfordstenen genannt) ist ein Runenstein, der bis zum Ende des 17. Jahrhunderts in der Friedhofsmauer der Kirche von Eds im Kirchspiel Eds der Gemeinde Upplands Väsby in Uppland in Schweden eingemauert war.
Im Jahr 1687 schenkte der schwedische König Karl XI den Stein zusammen mit anderen Runensteinen dem König Jakob II. von England. Er wurde zunächst in die Universitätssammlungen von Oxford aufgenommen und im Jahre 1848 ins Ashmolean Museum verlegt, wo er in der Vorhalle der Bibliothek steht. Eine Kopie des Steines steht in Eds Kyrka (Standort der Kopie).
Der Stein ist einer der Griechenland-Runensteine, der vom Runenmeister Øpir, der auch den Runenstein von Ärentuna erstellte, im Urnes-Stil gefertigt wurde.
Der Text lautet: 
 'þorstin ' lit × kera ' merki ' ftiR ' suin ' faþur ' sin ' uk ' ftiR ' þori ' (b)roþur ' sin ' þiR ' huaru ' hut ' til ' k--ika ' (u)(k) ' iftiR ' inkiþuru ' moþur ' sin ' ybiR risti ' 
Þorstæinn let gæra mærki æftiR Svæin, faður sinn, ok æftiR Þori, broður sinn, þæiR vaRu ut til G[r]ikkia, ok æftiR Ingiþoru, moður sina. ØpiR risti.
Þorsteinn setzte das Denkmal zur Erinnerung an Sveinn, seinen Vater, und zur Erinnerung an Þórir, seinen Bruder. Sie waren auswärts in Griechenland. Und zur Erinnerung an Ingiþóra, seine Mutter. Œpir ritzte (die Runen).
In der Nähe des ursprünglichen Standorts befindet sich der Runenblock von Ed und weitere runenbeschriftete Artefakte.